# XM2001 クルセイダー
XM2001 クルセイダーはアメリカ合衆国でかつて開発されていた自走砲である。

## 概要
M109 155mm自走榴弾砲の後継機として開発が進められ、2000年に試作車両が完成したが、C-17輸送機で運搬できるように軽量化が進められた。
ベトロニクスを搭載しており、自動装填式で砲塔は無人化されていて射程は最大40kmで射程拡大砲弾の使用時には最大射程は100kmに達するとされた。射撃管制装置は高度に電子化されておりMRSI(複数砲弾同時着弾)能力を備える。
開発費・配備費用がかかりすぎ、冷戦後の非対称戦争には適さないとして計画は中止された。